# Võ Tòng
Võ Tòng (chữ Hán: 武松; bính âm: Wǔ Sōng, Võ Tùng hay Vũ Tùng), ngoại hiệu Hành giả, là một nhân vật trong tiểu thuyết Thủy hử. Võ Tòng cũng xuất hiện trong Kim Bình Mai – một tác phẩm dựa trên câu chuyện của Thủy hử, và một số tác phẩm khác. Võ Tòng nguyên là thủ lĩnh núi Nhị Long và sau này tụ nghĩa ở Lương Sơn Bạc. Khi ở Lương Sơn, Võ Tòng là đầu lĩnh thứ 14, được sao Thiên Thương Tinh (chữ Hán: 天傷星) chiếu mệnh.
Do ảnh hưởng của Thủy hử, trong một thời gian dài nhân vật Võ Tòng được xem là một nhân vật hư cấu. Tuy nhiên, về sau, dựa trên một số bằng chứng, các nhà nghiên cứu đã cho rằng Võ Tòng là một nhân vật có thật trong lịch sử.

## Hình ảnh Võ Tòng trongThủy hử

### Xuất thân
Võ Tòng xuất thân từ huyện Thanh Hà, phủ Đông Bình, tỉnh Sơn Đông. Từ nhỏ ông mồ côi cha mẹ và được anh ruột là Võ Đại Lang (hay Võ Thực) nuôi nấng dạy dỗ. Ông là người tráng kiện, oai hùng, mắt sáng như sao, mày ngài, ngực rộng, cơ bắp cuồn cuộn, cao 8 trượng. Lớn lên ông có võ nghệ cao cường, thường hay uống rượu, thích hành hiệp trượng nghĩa, nổi tiếng là con người nghĩa khí.
Do bất hoà với một quản sự phòng cơ mật của huyện Thanh Hà, Võ Tòng đang trong lúc say rượu đã đấm người quản sự một cú. Thấy người đó bất tỉnh, ông tưởng rằng mình đã giết người nên bỏ trốn đến quận Hoành Hải, nương nhờ Sài Tiến. Gần một năm sau, Võ Tòng biết tin tên quản sự chưa chết nên định tính quay về quê tìm anh trai, nhưng ông lại bị bệnh sốt rét nên chưa về được. Cùng thời điểm ấy anh em Tống Giang và Tống Thanh cũng đến gia trang của Sài Tiến. Tại đây Tống Giang và Tống Thanh đã chăm sóc bệnh tình của Võ Tòng, biết đó chính là Tống Công Minh ở Vận Thành, họ đã kết nghĩa anh em với nhau. Đến khi Võ Tòng khoẻ lại, cả ba người Tống Giang, Tống Thanh và Võ Tòng rời khỏi nhà Sài Tiến và hẹn nhau gặp lại.

### Đả hổ đồi Cảnh Dương

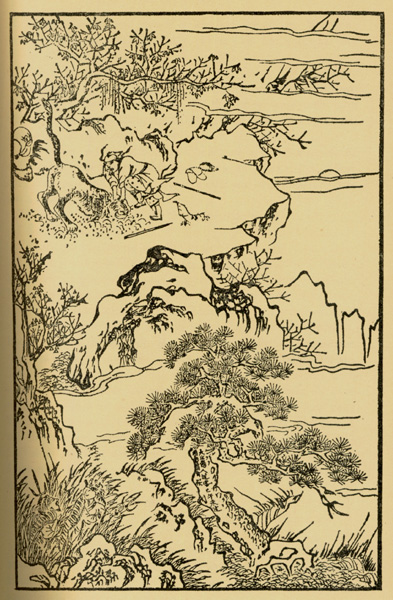
Võ Tòng đả hổ trên gò Cảnh Dương

Trên đường về quê thăm anh, khi đi ngang qua huyện Dương Cốc (nay là thành phố Liễu Thành), Võ Tòng ghé vào một tửu quán, bên ngoài ghi là "Uống ba chén không nên qua đồi". Võ Tòng vốn thích rượu, thấy dòng chữ này rất khó chịu. Ông hỏi tại sao thì chủ quán kể rằng: trên đồi có con hổ thành tinh chuyên ăn thịt người trên đồi Cảnh Dương, ai uống quá say không nên đi qua đó. Võ Tòng nghe vậy rất phẫn nộ, uống một mạch hết rượu trong quán.
Chiều hôm đó, Võ Tòng đang trong cơn say, một mình cầm gậy lên đồi tìm hổ. Sớm hôm sau gặp hổ, ông cầm gậy vờn với con hổ tới tối. Đến lúc trời chạng vạng sáng, sau khi dùng nhiều mưu kế mà không được, ông vứt gậy, một tay nhận đầu hổ xuống đất, một tay đấm, con hổ vỡ đầu chết tươi. Nhờ chuyện này Võ Tòng được huyện lệnh của vùng phong chức Đô đầu.

### Báo thù anh trai
Sau một năm xa cách, Võ gia huynh đệ gặp lại nhau, vui mừng khôn xiết. Nhân vui mừng, Võ Thực dẫn em về nhà ra mắt người vợ mới cưới của mình Phan Kim Liên.
Võ Thực là con cả trong nhà nên được gọi là "Võ Đại Lang" (con trai cả nhà họ Võ). Ông làm nghề bán bánh hấp để nuôi lớn Võ Tòng. Võ Thực tuy vóc dáng khiêm tốn, dung mạo xấu xí, nhưng có cô vợ Phan Kim Liên rất đẹp nhưng cũng rất đa tình. Khi Võ Tòng về thăm anh, Phan Kim Liên thấy em chồng dáng hình tuấn kiệt, dung mạo ưa nhìn, hơn hẳn chồng mình nên cô tâm thần say đắm.
Lựa dịp lúc Võ Thực đi bán bánh vắng nhà, Võ Tòng về nhà sớm, Phan Kim Liên tìm mọi cách dụ dỗ, ve vãn em chồng nhưng đều không có kết quả. Thậm chí Võ Tòng còn sỉ mắng cô một trận khiến cô ngượng chín mặt và khuyên cô nên sống cho phải đạo: "Đệ còn nghe bên ngoài đàm tiếu xấu miệng nữa, trong mắt Võ Tòng còn có thể nhịn được tẩu, nhưng nắm đấm này không nhịn được đâu !". Không được đáp trả, Phan Kim Liên uất ức nói luôn với chồng rằng cô bị em chồng trêu ghẹo. Mặc dù Võ Thực hiểu tính em và không tin lời vợ, nhưng Võ Tòng vẫn bỏ nhà và ra ở hẳn nha môn, vừa để làm việc vừa để tránh chị dâu.
Một lần, Phan Kim Liên mở cửa sổ để phơi quần áo, bất cẩn làm rơi thanh sào phơi xuống trúng đầu Tây Môn Khánh. Vừa nhìn thấy Phan Kim Liên, Tây Môn Khánh đã si mê, rồi sau nhờ Vương bà làm mối giùm mình để dan díu với cô. Tây Môn Khánh biết Võ Tòng lợi hại nên đã loại bỏ ông bằng cách mua quà tặng cha nuôi - thái sư đương triều Thái Kinh - và nhờ quan huyện giao việc hộ vệ cho Võ Tòng. Nhờ đó mà cứ khi nào Võ Đại Lang ra ngoài bán bánh, Phan Kim Liên lại lấy lí do sang nhà Vương bà may áo cho bà để tư thông với Tây Môn Khánh.
Nhờ chú bé bán lê Kiều Vận Ca báo tin, Võ Đại Lang phát hiện ra vợ mình hư hỏng bèn chạy đến nhà Vương bà bắt đôi gian phu dâm phụ. Nhưng do thể chất yếu đuối, Võ Đại Lang đánh không lại Tây Môn Khánh, ngược lại ông bị Tây Môn Khánh đánh hộc máu, phải nằm liệt giường một tuần không đi bán bánh được. Thấy chồng ốm, Phan Kim Liên không những không chăm sóc mà còn buông lời sỉ vả, đến chán miệng thì trang điểm lộng lẫy, quần là áo lượt ra đi. Võ Đại Lang giận dữ doạ vợ rằng nếu không chăm sóc mình thì khi Võ Tòng về sẽ kêu ông trả thù. Phan Kim Liên sợ hãi đã kể lại chuyện với Tây Môn Khánh. Vương bà bèn bày mưu cho cô dùng thuốc độc giết Võ Đại Lang. Khi Võ Đại Lang chết, Phan Kim Liên và Tây Môn Khánh không còn tư thông ở nhà Vương bà nữa, mà sang hẳn nhà họ Võ vui vầy.
Đến khi Võ Tòng về, biết anh trai đã mất mà không rõ lí do, bèn hỏi người trong huyện. Mọi người đều nói rằng chỉ có hai người biết rõ chuyện nhất là Hà Cửu thúc và Kiều Vận Ca. Võ Tòng bèn đi tìm hai người hỏi rõ ngọn ngành, rồi đưa họ đến công đường lấy lời khai. Nhưng quan huyện lại sợ uy thế của Tây Môn Khánh, xử Võ Tòng thua kiện. Ông về nhà chuẩn bị lễ tang, nhờ người ghi lại tất cả lời khai, rồi trước sự chứng kiến của những người hàng xóm, ông ép Phan Kim Liên khai tội rồi mổ bụng, cắt đầu cô, đem ruột và đầu lên tế vong linh anh trai mình. Giết xong chị dâu, Võ Tòng tiếp tục tới lầu Sư Tử giết Tây Môn Khánh rồi chặt đầu đem về tế anh.
Kết cục, Vương bà vì dắt mối bày mưu khiến Phan Kim Liên hại chết chồng nên bị quan phủ xử tử lăng trì, còn Võ Tòng thay vì phải đền mạng do giết người thì được xá nhẹ, chỉ bị đi đày đến Mạnh Châu.

### Tại Mạnh Châu
Trên đường đi lưu đày, Võ Tòng và hai người công sai ở lại quán rượu của Trương Thanh và Tôn Nhị Nương. Nghe đồn quán rượu này làm bánh bao nhân thịt người, Võ Tòng tìm mọi dịp để xác nhận xem tin đồn thật hay giả. Khi biết rõ mọi chuyện, ba người từ bỏ nghi ngại lẫn nhau và kết nghĩa anh em.
Khi đến nhà tù Mạnh Châu, Võ Tòng được Thi Ân chiếu cố, ông giúp Thi Ân đánh bại Tưởng Môn Thần, người đã cướp mất nơi làm ăn của họ Thi. Tưởng Môn Thần tức tối, câu kết với Trương đoàn luyện và Trương đô giám hãm hại Võ Tòng, vu cho ông tội ăn cắp. Võ Tòng bị giải lên quan phủ xét xử, rồi bị giam hãm trong nhà tù. Thi Ân biết chuyện lại nhờ người giúp đỡ, Võ Tòng được giảm nhẹ án, chỉ bị điều đi lưu đày. Trên đường đi đày đồ đệ của Tưởng Môn Thần và hai tên nha sai có âm mưu hại ông, ông giết chết họ rồi quay về nhà Trương đô giám báo thù.

### Gia nhập Nhị Long Sơn
Sau khi giết người trong nhà Trương đô giám, từ nha hoàn người làm cho đến phụ nữ trẻ em, bị quan phủ dán cáo thị truy nã, Võ Tòng trốn trong nhà Trương Thanh và Tôn Nhị Nương. Hai người bèn bày mưu cho ông hãy cải trang thành hành giả, rồi lên núi Nhị Long, nơi có một băng cướp lãnh đạo bởi chủ trại Lỗ Đạt. Võ Tòng cảm tạ hai người rồi lên đường.
Giữa đường, vào quán rượu nghỉ ngơi, Võ Tòng lại đụng độ với hai anh em Khổng Minh và Khổng Lượng. Trong lúc say, ông nằm bất tỉnh gần hồ nước, bị anh em họ Khổng phát hiện, bắt về trói đánh. Tống Giang đang ở nhà họ Khổng nên đã gặp lại Võ Tòng. Đến sáng hôm sau, hai người từ biệt nhau, Võ Tòng lên núi Nhị Long còn Tống Giang đến Giang Châu. Sau này cả Trương Thanh, Tôn Nhị Nương và Thi Ân cũng đến núi Nhị Long.

### Gia nhập Lương Sơn
Sau khi Lương Sơn Bạc thu phục Hô Diên Chước, Võ Tòng cùng các hảo hán núi Nhị Long cũng gia nhập Lương Sơn Bạc.
Khi Lương Sơn phân định ngôi thứ, Võ Tòng ngồi ghế thứ 14, là Thiên Thương Tinh thuộc nhóm 36 Thiên Cương. Chức vụ Bộ binh đầu lĩnh, là 1 trong 10 thủ lĩnh đứng đầu bộ binh Lương Sơn.

### Đánh Phương Lạp
Trong lúc đánh Mục Châu, khi giao chiến, ông bị đại tướng Bao Đạo Ất bên Phương Lạp vây khốn trong trận pháp, bị chặt đứt cánh tay. Khi đánh thắng Phương Lạp trở về, Võ Tòng xuất gia tại chùa Lục Hòa tại Hàng Châu, thọ đến 80 tuổi mới mất.

## TrongĐãng Khấu Chí
Tại hồi 58, Võ Tòng cùng Thi Ân, Hô Diên Xước (em họ Hô Diên Chước) trấn thủ núi Tần Phong. Nào ngờ, Hô Diên Xước ham sống sợ chết dẫn quân đầu hàng triều đình. Quân triều đình dùng trang phục của Lương Sơn trà trộn lên núi rồi đốt lửa. Võ Tòng thấy có tiếng huyên náo liền cầm côn chạy ra sau núi. Các trại bốc cháy, tiếng chém giết vang trời. Võ Tòng quay lại trại giữa thì thấy Thi Ân ôm vết thương chạy ra, rồi đột nhiên bị một viên tướng đầu bạc đâm chết.
Sau đó, Võ Tòng liên tục xa luân chiến với ba mãnh tướng triều đình là Đưỡng Mãnh, Bàng Nghị và Văn Đạt, ác chiến từ canh ba cho đến giờ Tỵ, đánh liên tục hơn 500 hiệp không ngưng nghỉ. Đánh với Đường Mãnh hai lần hơn 200 hiệp, đánh Bàng Nghị hai lần hơn 150 hiệp. Sau đánh với Văn Đạt dư 50 hiệp thì sức đuối, lâm vào đường cùng, khó lòng chống đỡ. Võ Tòng ngửa mặt than: "Võ Nhị ta bình sinh chính trực, không ngờ lại có cái kết như hôm nay!". Vừa dứt lời thì trời bỗng nổi cơn gió, cát bụi mịt mù, Võ Tòng nhân đó trốn thoát.
Mấy ngày sau, khi Tống Giang rút quân khỏi Thái An có mấy kỵ mã phi đến báo tin nhìn thấy Võ Tòng một mình cầm côn ưỡn ngực, tức giận mở mắt trừng trừng ngồi trên phiến đá, gọi mấy lần mà không thưa. Tống Giang liền quay đầu ngựa tiến về Thái An. Hôm sau đến dưới thành, Tống Giang dẫn quân lên núi Bạt Tùng, thấy Võ Tòng tay cầm côn, mắt trượng trừng, uy phong lẫm liệt. Tống Giang lên tiếng gọi mấy lần cũng không thấy thưa, liền đến gần vỗ vào má Võ Tòng. Tống Giang giật mình thấy má lạnh như tiền, mới biết Võ Tòng đã chết. Tống Giang khóc rống lên, mọi người ai cũng thống thiết. Thế rồi cho đóng quan tài, an táng tại núi Bạt Tùng.

## Một số tác phẩm khác

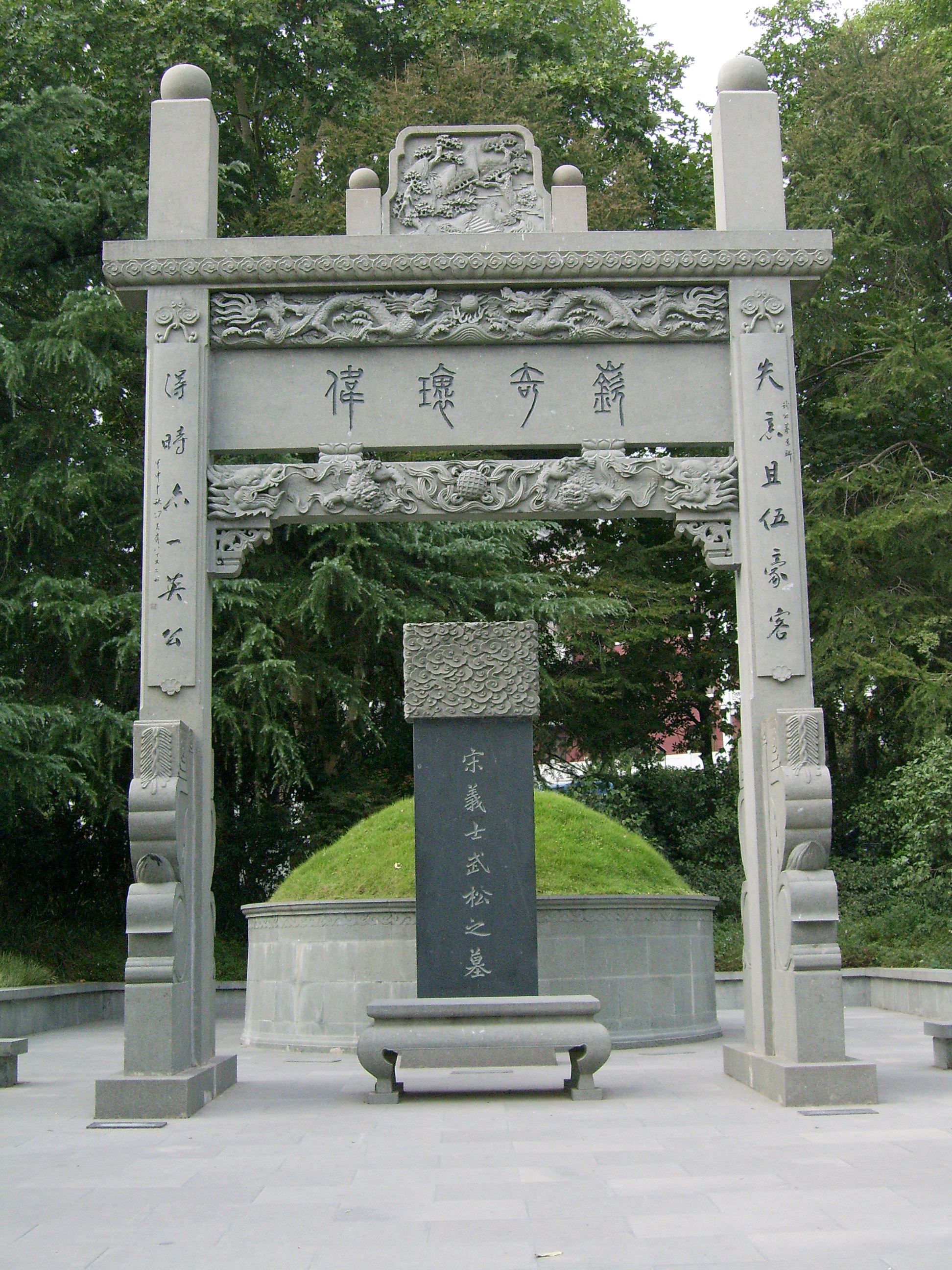
Mộ Võ Tòng ở Hàng Châu

Theo cuốn 145 nghi án của muôn đời, nhân vật Võ Tòng còn được đề cập trong một số tác phẩm sau:
- Biệt hiệu Võ hành giả của Võ Tòng xuất hiện đầu tiên trong sách Đại Tống Tuyên Hòa di sự năm cuối Nam Tống. Trong số 30 nhân vật anh hùng Lương Sơn Bạc, người thứ 30 là Võ Tòng.
- Họa sĩ Cung Khai (đời nhà Nguyên) đã viết cuốn Ca ngợi 36 người nhóm Tống Giang, trong đó có Võ Tòng.
- Cuốn Nghĩa hiệp ký truyện viết rằng lúc trẻ Võ Tòng đã đính hôn với người con gái họ Giả, sau đó ly tán vì trốn chạy lên Lương Sơn. Sau khi Tống Giang chiêu an, đã đứng ra làm chủ hôn cho hai người.
- Tác giả Lục Dung viết trong Thúc viên tạp ký rằng: treo thưởng cho ai bắt được Võ Tòng 10 triệu quan tiền, số tiền này chỉ nhỏ hơn mức thưởng cho ai bắt được Tống Giang.
- Kim Bình Mai tập trung vào vụ Võ Tòng - Phan Kim Liên - Tây Môn Khánh

Đoàn Giỏi có nhắc đến Võ Tòng đánh hổ ở Cảnh Dương cương (Kiển Dương cang) trong truyện Đất rừng phương Nam:
Võ Tòng mà đả hổ
Tại Kiến Dương Cang
Gặp anh thời giữa đàng...

## Trong điện ảnh
Trong phim Thủy hử năm 1998, nhân vật Võ Tòng do diễn viên Đinh Hải Phong thủ vai.
- Võ Tòng và các hảo hán Lương Sơn truy đuổi tàn binh Phương Lạp, chẳng may bị Phương Thiên Định (con trai Phương Lạp) vung kích chém mất cánh tay trái.

Trong phim Thủy hử năm 2011 (Tân thủy hử), nhân vật Võ Tòng do diễn viên Trần Long thủ vai.
- Võ Tòng truy đuổi Phương Lạp để báo thù cho vợ chồng Trương Thanh - Tôn Nhị Nương, tới một miếu bỏ hoang thì bắt kịp. Cả hai giao chiến dữ dội, bất ngờ Phương Lạp dùng ngọn giáo 2 lưỡi đâm cánh tay trái của Võ Tòng dính vào cây cột, vì lực đâm quá mạnh nên không gỡ ra được. Đang trong cơn say báo thù, Võ Tòng liền dùng giới đao chặt đứt tay trái, rồi lao vào đánh Phương Lạp cho tới khi hắn bất tỉnh.

Trong phim Võ Tòng - anh hùng Lương Sơn Bạc, nhân vật Võ Tòng do diễn viên Du Đại Khánh thủ vai.
- Phương Lạp ngưỡng mộ danh tiếng của Võ Tòng nên cải trang đến doanh trại Lương Sơn để thuyết phục anh về đầu quân. Võ Tòng kính nể Phương Lạp là anh hùng hảo hán nên thả cho đi. Ở trận chiến cuối cùng, Võ Tòng cố ý để cho Phương Lạp chặt cánh tay trái để cắt đứt tình nghĩa đôi bên. Sau này, Võ Tòng cùng với Yến Thanh ám sát 4 tên gian thần Sái Kinh, Cao Cầu, Đồng Quán và Dương Tiễn để báo thù cho các huynh đệ Lương Sơn.